# 南京的基督
《南京的基督》（日语：／ Nankin no kirisuto）是日本小說家芥川龍之介在1920年發表的短篇小說。敘述一個篤信基督的南京雛妓之奇異故事。此小說於1995年改編成了電影《南京的基督》，電影在東京國際電影節獲得最佳女主角獎。 
故事仿效教會傳說。就算是妓女，因信稱義一樣可以得救，如抹大拉的馬利亞。小說中妓女雖然遇到無賴的詐騙，依然憑著信心得到救贖，因為她對耶穌的信心是真誠的，即基督宗教所言的因信稱義。而褻瀆神的無賴，得到了短暫的歡愉，最後依然遭到滅亡。

## 情節
宋金花，家住中國江蘇省南京，是一個篤信天主教的十五歲華人少女，但為了奉養父親，只好憑藉著她美豔的容貌作妓女賣春，卻患上了不可治的梅毒。
有人跟她說只要設法傳染給恩客，就可以康復，但是她仍然認為不應該昧著良心把病傳染給別人。
金花苦於經濟，每夜都向耶穌基督的畫像禱告，希望能痊癒，繼續賺錢奉養父親。但某夜，一個無賴的日本、美國混血儿乔治·莫里（George Murry），因與耶穌畫像神似，遂佯裝自己為基督下凡，設計白嫖了金花。事後金花的病竟然康復，乔治·莫里則染病而精神失常。

## 電影
此小說於1995年經由改編，拍成了電影《南京的基督》，由港、日合資，香港導演區丁平執導，日本演員富田靖子飾南京妓女，梁家輝飾演日本籍作家冈川龙一郎。電影在東京國際電影節獲得最佳女主角獎。 

## 外部連結
- 『南京的基督』：新字旧仮名 - 青空文庫（日語）
- 香港影庫上《南京的基督》的資料（繁體中文）
- 開眼電影網上《南京的基督》的資料（繁體中文）
- 时光网上《南京的基督》的資料（简体中文）
- 豆瓣电影上《南京的基督》的資料 （简体中文）
- 爛番茄上《南京的基督》的資料（英文）
- AllMovie上《南京的基督》的资料（英文）
- 互联网电影数据库（IMDb）上《南京的基督》的资料（英文）